# Пістинь (гміна)
Ґміна Пістинь — адміністративна субодиниця Косівського повіту Станіславського воєводства. Утворена 1 серпня 1934 року згідно з розпорядженням Міністерства внутрішніх справ РП від 21 липня 1934 за підписом міністра Мар'яна Зиндрама-Косьцялковського під час адміністративної реформи. Містечко Пістинь стало центром сільської ґміни Пістинь. Ґміна утворена з попередніх самоврядних сільських гмін Брустури, Микєтиньце, Пістинь, Прокурава, Шешори.
У 1934 р. територія ґміни становила 157,76 км². Населення ґміни станом на 1931 рік становило 11 291 особа. Налічувалось 2 603 житлові будинки.
Ґміна ліквідована в 1940 р. у зв’язку з утворенням Косівського району.